# Hermandad del Amor (Málaga)
La Hermandad de Amor, cuya denominación oficial es Real Cofradía del Santísimo Cristo del Amor y Nuestra Señora de la Caridad, es una hermandad de Málaga, miembro de la Agrupación de Cofradías, que participa en la Semana Santa malagueña.

## Historia

### Orígenes
“A fin de dar el mayor esplendor a la fiesta religiosa de Semana Santa, contribuyendo además a ejercitar la fe católica, se erige una Cofradía en la Iglesia de Nuestra Señora de la Victoria con imagen del Stmo. Cristo del Amor, que actualmente se venera en el convento de las Religiosas Agustinas de esta ciudad.”
De esta forma rezaba el artículo 1 de los primeros estatutos de nuestra Cofradía, aprobados el 30 de mayo de 1923. De su lectura podemos deducir en qué situación se encontraba la Málaga cofrade del primer cuarto de este siglo: La cofradía del Santísimo Cristo del Amor nace en unos años de extraordinario auge del fenómeno cofradiero en la ciudad de Málaga.
Para establecer los orígenes de esta cofradía tenemos que remontarnos precisamente a 1923, cuando un grupo de devotos influidos por el momento del auge referido, y encabezados por el entonces capellán de la iglesia de la Victoria, D. Juan Rodríguez Gutiérrez, se reúnen en torno a las imágenes de un Cristo Crucificado y de una Virgen Dolorosa que recibían culto en la capilla del Convento de las Madres Agustinas Descalzas, en el Compás de la Victoria, muy cerca del templo de la Patrona.
Entre los fundadores se encontraban cofrades procedentes de otras hermandades del barrio, como la del Nazareno de los Pasos en el Monte Calvario y la del Santo Sepulcro.
De estos hermanos, que lógicamente formaron la primera Junta de Gobierno, destaca el primer Hermano Mayor, Manuel Otaola Soto-Cañavate, cuya misión principal fue situar a la Cofradía en el panorama social y cofrade malagueño junto con otras cofradías de más antigüedad y arraigo popular. Así, a principios de 1924, consiguió el ingreso de nuestra Hermandad en el seno de la recién fundada Agrupación de Cofradías, lo que significó que se procesionase por primera vez la imagen del Stmo. Cristo del Amor el Viernes Santo de ese mismo año.

### Primera Salida Procesional
Algo más de un centenar de hermanos con túnicas y capirotes negros y capas blancas, sacan por primera vez en procesión al Crucificado y su Madre Dolorosa en un trono realizado por Antonio Barramino en talla dorada sobre fondo caoba.
En el destacan, a ambos lados del cajillo, los bustos de San Agustín y de su madre, Santa Mónica y, en el frontal, el escudo de la Orden Agustiniana, adoptado desde un principio como propio de la Hermandad.
El repertorio ornamental de este primitivo trono representa el deseo de los hermanos de quedar vinculados a la mencionada orden religiosa desde un primer momento. Don Manuel Otaola permaneció como Hermano Mayor hasta 1928, sucediéndole en el cargo, José Ortizlanzas (1928-1929) y José Parra Delgado (1929-1930).
Tras este último, asume la mayordomía Alfredo Kluft y Amat (1930-1935), cuyos logros se encuentran entre los más significativos de nuestra historia. Obtiene el título de Real para la Hermandad, privilegio que alcanza de S. M. Alfonso XIII.
De manera extraordinaria en nuestra Semana Santa, el Rey concedió su representación al propio Hermano Mayor, por lo que en la Semana Santa de 1931 desfiló un piquete del ejército detrás del Stmo. Cristo del Amor, como escolta del delegado regio.
Por primera vez, en un escapulario que lleva el Hermano Mayor como distintivo en dicha procesión, el escudo agustiniano se completa con la corona real.
Asimismo y debido a los orígenes de la institución, a la vinculación con las Madres Agustinas e igualmente a la simbología de nuestro escudo, se otorga el título de Hermanos Mayores Honorarios a la Orden de San Agustín y se nombra a sus miembros Directores de Culto, manteniendo desde entonces y hasta nuestros días una estrecha relación con la Cofradía.

### Década de los 30
La inestabilidad política y las tensiones sociales con las que se abre la década de los treinta, llevan a las cofradías malagueñas a una situación muy difícil de la que no será ajena la cofradía del Amor. Sin embargo, la “quema de conventos” de mayo de 1931, en la que fue pasto de llamas un gran número de imágenes de cofradías y en la que quedó destruida la mayor parte de lo que en la década anterior habían conseguido las hermandades, no afectó gravemente a esta Real Cofradía, ya que los grupos de incendiarios y saqueadores no llegaron a asaltar la iglesia de la Victoria, protegida por el carácter militar del contiguo hospital, quedando por lo tanto a salvo las imágenes del Cristo y la Dolorosa.
No obstante, a la vista de los aconteciminetos que se sucedían en esos días 11 y 12 de mayo, un grupo de cofrades se armó de valor y retiró las imágenes de su capilla en la Victoria, a fin de ocultarlas y evitar su posible destrucción. Entre ellos cabe destacar a Carlos Tomassetti Caritat, quien se llevó ambas efigies a su casa, que por motivos laborales se encontraba en el recinto del puerto de la ciudad, donde fueron escondidas tras un tabique hasta que estimaron los responsables de la Hermandad que el peligro había pasado y pudieron devolverlas a la Victoria, una vez cambió el signo políitico y se apaciguó la ola de anticlericalismo. Así, tras tres años de incertidumbre y miedo en los que no salieron procesiones, en 1935, son nueve las cofradías que hacen su estación de penitencia, una de las cuales es la del Stmo. Cristo del Amor.
En ese mismo año, los cofrades decidieron incorporar una advocación mariana al Título de la Cofradía. El lema de los frailes mínimos de San Francsico de Paula -“Caritas”- “omnipresente” en la decoración de la iglesia de la Patrona, debió influir para la elección del nombre de la Virgen. Su imagen, de la que no conocemos el autor y apenas se conserva algún testimonio fotográfico, fue bendecida en enero de 1936, en el transcurso de una solemnísima ceremonia.
Los sucesos que siguieron al fracaso inicial del alzamiento militar del 18 de julio de 1936 sí afectaron plenamente a la Hermandad. La imagen de Nuestra Señora de la Caridad, bendecida hacía apenas unos meses, fue destruida por las llamas, como sucedió con los enseres y el archivo, ya que el almacén donde se conservaban fue saqueado. Las imágenes del Cristo Crucificado y de la Virgen de los Dolores de nuevo se salvaron del fuego: fueron ocultados provisionalmente en el contiguo Hospital Militar, para ser escondidas finalmenteen el coro del templo donde permanecieron bastante tiempo, mientras el recinto permanecía cerrado.
El 28 de febrero de 1937, apenas transcurridos 20 días de la entrada de las tropas nacionales en Málaga, se reúne la junta de gobierno iniciando su reorganización. En esta etapa destaca la figura de Alfonso Sell Aloy, Hermano Mayor de la cofradía desde 1935, quién se mantendrá en el cargo prácticamente cuatro décadas.Su labor constante y entrega total fue uno de los principales motores de esta recuperación antes aludida.
Una de las primeras actuaciones de la cofradía en estos primeros años se concreta en la compra, por 9000 pts. de las imágenes a la comunidad de Madres Agustinas Descalzas, establecida ya en Antequera. Se realiza la adquisición en 1940 con la mediación del Obispo de Málaga.

### Reorganización
Esta Real Cofradía entra en una dinámica de reconstrucción en la que hay que señalar como aspecto fundamental su vinculación con organismos, instituciones y personajes del nuevo régimen, tal y como sucede en la práctica totalidad de las cofradías malagueñas en estos momentos de implantación del nuevo estado. Así pues, aunque la Cofradía del Amor no estuvo vinculada a ninguna institución militar, sí mantuvo durante largo tiempo una intensa relación con instituciones civiles, entre las que destacan la Comisaría de Abastecimientos y Transportes, el Ministerio de Agricultura y, posteriormente, el I.N.I. Aparte del trasfondo ideológico de estos vínculos, hay que destacar que gracias al apoyo y las subvenciones de estos organismos como complemento al trabajo de los cofrades, la cofradía fue enriqueciendo su acervo con valios´simos enseres y fue adquiriendo esplendor tanto en sus actos de culto como en sus procesiones cada Viernes Santo, que la llevaron a convertirse en una de las hermandades señeras del panorama cofrade malagueño.
La intensa relación existente con las instituciones y cargos relevantes del Movimiento, se vieron reflejados en un impresionante y nunca igualado, hasta ahora, incremento del patrimonio de la cofradía.
Es justo señalar que al apoyo institucional se unió el ímpetu de los cofrades, que se las ingeniaban para sacar el mayor dinerillo posible mediante rifas, loterías, sorteos…
Don Alfonso Sell Aloy se convierte en el gran valedor de la Cofradía ante el Nuevo Estado. Su amistad con D. Carlos Rein Segura, director general de Abastecimientos y Transporte, Subsecretario de Agricultura y posteriormente Ministro de esta área, fructificó en las grandes mejoras que se obtendrían.
Así, y en sólo doce años (1942-1954), fueron realizados un manto de casi 6 metros y un palio, obras de Leopoldo Padilla. También por este bordador, 8 paños de bocina, y 2 fantásticos estandartes bordados por ambos lados. Se compró para la Virgen el trono, se renueva por completo los equipos de los penitentes, y se afronta todo tipo de reforma de los enseres, situando a la cofradía en una de las señas de identidad de Málaga, punto de referencia de la Semana Santa, y ejemplo para el resto de cofradías en crecimiento, culminándose este proceso en 1958 con la construcción del trono para la Señora de la Caridad.

### Sede
En 1944, el Obispado de la Diócesis comunica al Hermano Mayor que iba a reconstruirse la iglesia de la Merced, como estaba proyectado, y que la Cofradía del Amor tendría que abandonar el Santuario de la Patrona.
Ante este hecho, por iniciativa de la Comunidad Agustina en Málaga se establecen contactos entre la Orden y la Junta de Gobierno para trasladar la Cofradía a la Iglesia de San Agustín, traslado que se abortó por la negativa del Provincial Agustino en El Escorial.
No obstante, el cambio de sede se produce, siendo a la Capilla Castrense, antigua Capilla de la Orden Tercera de San Francisco de Paula, al acceder el Ministerio del Ejército a la solicitud de la Cofradía. Los Sagrados Titulares son trasladados a la nueva sede en enero de 1949, quedando el Cristo del Amor y la Virgen de los Dolores instalados en el altar mayor, mientras Nuestra Señora de la Caridad ocupa un altar lateral.En la Capilla del Cistro del Amor, como empieza a denominarse al pequeño templo situado frente al Santuario de la Patrona, encuentra la Cofradía un espacio ideal para desarrollar una gran actividad en lo que a cultos se refiere.
En los años sesenta y setenta, la cofradía sufre altibajos, como sucede con muchas otras cofradías malagueñas. La falta de renovación entre los directivos, muchos de ellos con más de treinta años en la Junta de Gobierno, así como las situaciones de crisis del panorama cofrade en general, convierten éste en un período un tanto oscuro en la historia de la Hermandad. Se llega al extremo de provocar el espectáculo bochornoso protagonizado por el trono de la Virgen en la Semana Santa de 1969 en la que la lluvia y su excesivo peso, hicieron que los hombres de trono no pudiesen continuar la procesión, hundidos por el esfuerzo.
Ante ese caso D. Alfonso Sell decide que, para no interrumpir el transcurso normal de las procesiones, se espere que pasen las demás cofradías y volver por el recorrido más corto. Pero tras pasar el trono de la Virgen de la Soledad del Sepulcro, milagrosamente y en una demostración de esfuerzo y generosidad, los hombres levantaron el trono y subieron al Santuario tras el trono antes citado.
Este hecho sirve de revulsivo de cara a la incorporación de la juventud, al menos en lo que al papel de portadores de trono se refiere: el año siguiente ya son alumnos y antiguos alumnos agustinos los que portan el trono de la Virgen de la Caridad, mientras que, cuatro años más tarde, alumnos y antiguos alumnos del Colegio Marista empiezan a sacar en procesión al Cristo del Amor.
En 1972, por orden del Capitán General de la Región Militar, la cofradía tiene que abandonar la Capilla Castrense debido a la situación ruinosa en la que se encuentra parte del edificio, por lo cual regresa a la Iglesia de la Victoria para ocupar esta vez los dos altares situados bajo el coro del templo.

### SigloXX
Se presentan los años 80 con un dificultosa salida a la crisis. Se suceden intentos de renovación por parte de grupos jóvenes que no llegan a fructificar porque las estructuras de la cofradía aún no se han renovado.
Hacen falta nuevos estatutos y nuevas directrices en consonancia con la recuperación de la Semana Santa a la que la Cofradía se incorpora tardíamente. En la segunda mitad de los ochenta comienza el resurgimiento con la incorporación de gente joven y con la inclusión en la vida de la Cofradía de hermanos procedentes del Colegio Agustino, A.P.A. del Colegio “Los Olivos”, Colegio Marista y barrio de la Victoria.
Este periodo de crecimiento se vio interrumpido con los acontecimientos de los años 90, 91 y 92. El afán de todos y las ganas de hacer crecer la Cofradía, chocaron con las distintas visiones de como hacerlo que tenían los miembros de la joven Junta de Gobierno. Se producen discordancias y malentendidos, que desemboca en un enfrentamiento cuyo final son los acontecimientos del ejercicio 91-92, donde la prensa llegó a reflejar lo que sucedía y con un continuo e infructuoso carteo en los distintos periódicos que lo único que consiguió fue perjudicar la imagen de la Cofradía.
Superados estos acontecimientos, la nueva Junta de Gobierno sigue con la labor de reconstrucción de la Hermandad y de recuperación de sus señas de identidad, sueños como la Casa-Hermandad, la culminación del trono de la Virgen y otras muchas cosas, se han convertido en realidad
- - Ntra. Sra. de la Caridad procesionó extraordinariamente en el Mater Dei por motivo del Año de la Fe.
  - El Santísimo Cristo del Amor y la Santísima Virgen de los Dolores participaron en la veneración extraordinaria: ``El Verbo Encarnado´´, organizada por la Agrupación de Cofradías de Málaga con motivo su centenario.

## Imágenes
- Santísimo Cristo del Amor y Santísima Virgen de los Dolores (Dolorosa)
  - Iconografía: Cristo muerto en la Cruz con la Virgen Dolorosa a sus pies (representación plástica del Stabat Mater).
  - Autor: Atribuida a Fernando Ortiz) (siglo XVIII)
  - Ambas tallas están declaradas Bien de Interés Cultural (BIC) por la Junta de Andalucía, y fueron restauradas por el Instituto Andaluz del Patrimonio Histórico (IAPH) en 2004.
- Nuestra Señora de la Caridad
  - Iconografía: Dolorosa bajo palio
  - Autor: Francisco Buiza (Sevilla, 1947-48), restaurada por Antonio Dubé de Luque (Sevilla, 1990)

## Tronos
- Trono del Santísimo Cristo del Amor y Santísima Virgen de los Dolores (Dolorosa)
  - Madera tallada, dorada y policromada José Ávila y Pedro Román (Málaga, 1954). Restaurado y dorado por Rafael R. Liébana (Málaga, 1987).
  - Cruz: Hermanos Caballero (Sevilla, 2004)
  - Arco de campana, José Enrique Lamas Robles (Málaga, 2004)
  - Restauración del dorado del trono, aseguramiento de los faroles y modificación en la Cruz del Cristo: Antonio Cuéllar Montalbán y Daniel González Gálvez
  - Restauración y dorado de los cuatro faroles: Enrique Lamas (Málaga, 2011)
- Trono de Nuestra Señora de la Caridad
  - Taller de Manuel Caballero Farfán (Sevilla) sobre un diseño Fernando Prini (Málaga,1987-1988).
  - Dorado: Angelmaría Varo Pineda (Córdoba, 2009)
  - Cabezas de varal: José Enrique Lamas Robles (Málaga, 2009) - diseño, talla y dorado en estilo ornamental barroco.
  - Barras de palio en metal dorado, obra de Seco Velasco (1945), restauradas por Santos Campanario en 1992. Nueva restauración sustituyendo las piezas de fundición por orfebrería. Talleres de Cristóbal Angulo (Fuengirola, 2010)
  - Peana y candelería en alpaca plateada, obra de los talleres Angulo (Fuengirola, 1996).
  - Imaginería: Juan Vega Ortega (Málaga, 2007-2009).
  - Palio de Ntra. Sra. de la Caridad: Diseño y realización, Leopoldo Padilla (Sevilla, 1946). Primitivamente de malla dorada, pasado y reajustado a sus dimensiones originales por el taller de Juan Rosén (Málaga, 1992-1993)
  - Manto de Ntra. Sra. de la Caridad: Diseño y realización, Leopoldo Padilla (Sevilla, 1946-1948)
  - Corona de Ntra. Sra. de la Caridad: Plata dorada obra de Seco Velasco (Sevilla, 1949). Restaurada en los Talleres de Cristóbal Angulo (Fuengirola, 2010)
  - Alegoría de la Fe: realización, Juan Vega (Málaga,2013).Va en la entrecalle del trono.Fue estrenada en su procesión extraordinaria en el Mater Dei con motivo del Año de la Fe

## Enseres e insignias destacadas
- Cruz guía

Madera tallada, calada y dorada de iconografía barroca con decoración vegetal en base de hojas de acanto y remates con volutas. Nicolás Prados López (1942). Restaurada por Mª Carmen García (2003)
- Bocinas

Metal plateado con inscripciones del Libro de las Lamentaciones. Cristóbal Angulo (Fuengirola, Málaga, 2001)
- Cetros, Báculos y Mazas

Talleres Angulo (Lucena, años 70-80). Rest. Talleres Angulo (Fuengirola)
- Paños de Bocinas

Realizadas en malla de oro fino con el escudo de la cofradía bordado en oro al realce con sedas. Leopoldo Padilla (Sevilla, 1946). 
- Estandartes del Cristo del Amor y Nuestra Señora de la Caridad

Bordados en oro al realce a dos caras, sobre malla de oro tejidas a mano. Leopoldo Padilla (1948). Sevilla. 
Restaurados por el taller de Juan Rosén (2002-2003). Málaga. 
Pinturas al óleo de Leonardo Fernández. (2002-2003). Málaga
- Estandarte de la Santísima Virgen de los Dolores

Terciopelo negro, bordado en el taller de Joaquín Salcedo Canca (Málaga, 1997)
Pintura al óleo de Manuel Pineda Barroso 
- Estandarte de San Agustín

Terciopelo negro, bordado en el taller de Joaquín Salcedo Canca (Málaga, 2003).
Pintura al óleo de José Palma Santander
- Libro de Estatutos

Orfebrería en plata de ley. Cristóbal Angulo. Fuengirola (Málaga). Carpintería de José Ortiz (Málaga). Escudo bordado en oro procedente de la capa del Hermano Mayor Perpetuo de esta Real Cofradía, D. Alfonso Sell Aloy (años 30 del siglo XX)
- Cruz Alzada

Ofebrería en plata de ley. Cristóbal Angulo. (Fuengirola, Málaga, 2006) sobre un diseño de Antonio Rodríguez.
Es una pieza que consta de una magnífica reproducción del Cristo del Amor y dos medallones, en uno de ellos está grabado el escudo del Instituto de los Hermanos Maristas y en el otro el lema “Charitas” de San Francisco de Paula. En la base de la macolla se sitúan dos ángeles que portan en sus manos el lema del ejercicio 2005-2006 de la Cofradía del Amor y la Caridad, la frase de San Agustín, “Cor unum in deum” (un solo corazón en Dios), así como la antífona “Ubi Caritas et Amor, Deus ibi est”.
Manga en terciopelo rojo confeccionada por el taller de María Domenech (Málaga, 2011)
- Guion

Bordado en oro y sedas al realce con distintas técnicas, sobre terciopelo negro. Taller de Juan Rosén (2006) Málaga sobre un diseño de Eloy Téllez Carrión. 
La pieza se caracteriza por una cenefa o greca que se extiende por todo el contorno del guion, dejando su parte interior para un trono vestal que arranca de un jarrón. 
En la parte inferior, se ubica la heráldica de la Cofradía, el águila bicéfala, (antiguo escudo de la orden Agustina), así como las tres violetas representativas de los Hermanos Maristas y los antiguos alumnos maristas, instituciones Hermanos Mayores Honorarios de la Cofradía del Amor. La corona alude al título de “Real” concedido por Alfonso XIII en 1930. En el centro, una piedra de azabache símbolo del luto. 
La pieza se enfaja por un cíngulo de oro.
- Remate y barra de Guion

Diseño y realización Cristóbal Angulo (Fuengirola, 2006 y 2011)

## Hermanos Mayores
Los Hermanos Mayores de la cofradía desde sus inicios han sido: 
- Manuel Otaola Soto-Cañavete (1923-1928),
- José Ortizlanzas (1928-1929),
- José Parra Delgado (1929-1930),
- José Kluft (1930-1934),
- Alfonso Sell Aloy (1934-1983),
- Luis Espinar Villaespera (1975-1980),
- Alfonso Sell Cristiá (1982-1992),
- Federico Fernández Basurte (1992-2000),
- Francisco M. Cantos Recalde (2000-2008),
- María del Carmen Ledesma Albarrán (2008-2021),
- Álvaro Guardiola Guerrero-Strachan (actual).

## Hermanos Mayores Honorarios
- Comunidad de Padres Agustinos Nuestra Señora de Gracia de Málaga. 1931
- Instituto de los Hermanos Maristas de Málaga. 1946
- Colegio Los Olivos y Colegio Nuestra Señora de la Victoria de Málaga
- Asociación de Antiguos Alumnos Maristas (ADEMAR). 2002

## Marchas dedicadas
Banda de Música:
- Ubi Caritas, Adaptación de Manuel Gámez López y Manuel Puyó Visauta (1994)
- Virgen de la Caridad, Francisco Martínez Santiago (1996)
- Cristo del Amor, Francisco Javier Moreno Ramos (1996)
- Al pie de la Cruz, Antonio Tomás del Pino Romero (1997)
- Amor, Juan Aragón Imbroda y Juan José Soto Jiménez (1998)
- Caridad y Amor agustiniano, Manuel Puyó Visauta (2008)
- Caridad Malacitana, Enrique Durán (2010)
- Amor y Caridad, José María Muñoz Cabrera (2012)
- Caridad Agustina, Juan Ramón Gálvez Martín (2013)
- Por Málaga, la Caridad, Julio Pardo Melero (2013)
- María, Madre de Caridad, Carlos Alberto Soto Escaño (2020)
- Caridad, saeta en la noche, Francisco Javier Criado Jiménez (2022)

Cornetas y Tambores:
- El Santísimo Cristo del Amor, Alberto Escámez (1944)
- Nuestra Señora de la Caridad, Alberto Escámez (1944)
- En tu Cruz, Soledad, Caridad y Amor, Miguel Ángel Gálvez Robles
- Y murió por amor, Ignacio Fortis (2020)

Capilla Musical:
- Charitas, Francisco Javier Moreno Ramos (2012)

Actualmente, la Banda de Cornetas y Tambores de la Archicofradía del Paso y la Esperanza acompaña al Señor, mientras que la Banda de Música "Maestro Eloy García" de la Archicofradía de la Expiración acompaña a la Dolorosa.

## Recorrido Oficial
| Predecesor: Dolores de San Juan | Orden de entrada en el Recorrido Oficial (Viernes Santo) 4.º lugar | Sucesor: El Traslado |